# Société d'histoire naturelle d'Afrique du Nord
La Société d'histoire naturelle d'Afrique du Nord est une société savante fondée en 1909 à Alger, avec un statut d'association loi de 1901.
Elle publie un Bulletin de la Société d'histoire naturelle d'Afrique du Nord et organise des conférences visant à promouvoir les sciences naturelles.